# Kościół Zaśnięcia Najświętszej Marii Panny w Kursku
Kościół Zaśnięcia Najświętszej Marii Panny w Kursku – świątynia rzymskokatolicka znajdująca się w Kursku, wybudowana w stylu neogotyckim. Jest kościołem parafialnym Parafii Zaśnięcia Najświętszej Maryi Panny, należącej do Archidiecezji Matki Bożej.